# Macho Women With Guns
Macho Women With Guns (kurz MWWG; dt. Machoweiber mit dicken Kanonen, MWMDK) ist ein 1988 erschienenes, satirisches Pen-&-Paper-Rollenspiel von Greg Porter. Die deutsche Version erschien 1996 im Spielzeit Verlag und wurde größtenteils neu von FeliX (unter anderem bekannt durch die Comic-Reihe Playbär) farbig illustriert.

## Spielwelt und Spielmechanik
In MWWG stellen die Spieler in einer postapokalyptischen Welt leichtbekleidete attraktive Frauen mit schweren Waffen dar. Die Männer des "Machoversums" sind zu sentimentalen Schwächlingen degeneriert und auf den Schutz der Frauen angewiesen. Diese kämpfen gegen Monster, welche aus verschiedenen alternativen Realitäten auf die Erde einströmen (siehe auch: TORG). Zu den im Regelwerk beschriebenen Monstern gehören solche Gestalten wie Killer rabbits (Killer-Kaninchen, siehe auch: Die Ritter der Kokosnuß), Bambo (siehe Bambi und Rambo), Hellkittens (Höllenmiezen), drunken frat boys (besoffene Verbindungsstudenten), Oddzilla (siehe Godzilla), Alienses (siehe Alien, Alien II etc.) und verschiedene Anspielungen auf Wesen des Cthulhu-Mythos, wie z. B. Bthulhu (der unsterblich schläfrige Morgenmuffel), Issac Azathoth und Gnarlyhotep (der Surfer mit den tausend Zehen).
Das System kennt nur drei Charakterklassen: "Macho Women with Guns" (dt. Machoweiber), "Batwinged Bimbos from Hell" (dt. Höllentussis) und "Renegade Nuns on Wheels" (dt. Sadononne), bei denen der einzige Unterschied darin besteht, dass bestimmte Eigenschaften nicht für alle zur Verfügung stehen: nur Höllentussis können Fledermausflügel haben, nur Sadononnen können einen geflügelten Habit haben (siehe: die TV-Serie The Flying Nun). Unter den Grundeigenschaften der Spielfiguren befinden sich natürlich auch Aussehen und Macho und Proben werden mit 3W6 gewürfelt, die zusammengezählt unter einem modifizierten Wert bleiben müssen – das deutsche Machoweiber mit dicken Kanonen verwendet statt der 3W6 einen W20. Alle Eigenschaften werden mit "Weiberpunkten" gekauft (in der deutschen Version; die englische spricht lediglich von points).

## Geschichte
Die erste Ausgabe von Macho Women with Guns erschien im August 1988 zum GenCon, wo die Hälfte der 300 Exemplare umfassenden Auflage verkauft und die restlichen an Händler verteilt wurden. Die Ausgabe umfasste 12 Seiten, und die Illustrationen waren von Darrell Midgette, einem ortsansässigen Künstler, und war vollständig in Schwarz-Weiß gedruckt. Die zweite Auflage (2nd Edition) von 1989 hat nicht mehr Umfang als die erste und wurde lediglich um ein paar Anspielungen auf, zu diesem Zeitpunkt nicht existente, Erweiterungen ergänzt, die auf Anfragen der Fans noch im selben Jahr erschienen: Renegade Nuns on Wheels und Batwinged Bimbos from Hell (jeweils auch mit 12 Seiten).
Mit The Final Chapter erschien eine letzte 12-seitige Regelerweiterung für diese Auflage des Spiels.
1994 erschien dann die dritte Auflage, die aber in Rollenspielerkreisen meistens als "2nd edition" bezeichnet wird. Diese Ausgabe umfasst alle vorher erschienenen Zusatz"bücher" zusammen und enthält auch ein Abenteuerszenario, so dass insgesamt 68 Seiten plus zwei Bögen mit auf Pappe gedruckten Spielfiguren herauskommen. Es wurden vier verschiedene Ausgaben gedruckt, mit jeweils dem gleichen Inhalt, aber unterschiedlichen Frontbildern. 1995 erhielt das Spiel mit More Excuses to Kill Things eine Erweiterung.
2003 publizierte Mongoose Publishing eine d20-Version des Spiels und veröffentlichte 2004 unter dem Titel Macho Women with Guns (Diet Edition) das Regelwerk als PDF.
Die deutsche Ausgabe erschien 1996 im Verlag Röbchen Hood, der sich bald in Spielzeit Verlag umbenannte.

## Kuriositäten
- Das Regelwerk enthält eine Übersetzungsliste des Titels in verschiedene Sprachen, darunter auch Etruskisch und Klingonisch. Das Spiel wurde aber tatsächlich in mehrere Sprachen übersetzt.
- In einer Tabelle des englischen Regelwerks (zum Auswürfeln des Ordens für Sadononnen)[8] befindet sich eine Anspielung auf ein nicht-existentes Spiel namens Kung Fu CB Mamas on Wheels vs. the Motorcycle Aztec Wrestling Nuns, für das als Scherz in der Zeitschrift Space Gamer ein Errata-Blatt und ein Charakterbogen erschienen.[9]